# 中小企業団体中央会
中小企業団体中央会（ちゅうしょうきぎょうだんたいちゅうおうかい）は、中小企業等協同組合法に定められている、以下の団体の総称である。
中小企業等協同組合の指導などを行うために、都道府県単位に都道府県中小企業団体中央会が、都道府県中小企業団体中央会等を組織するために全国中小企業団体中央会が組織されている。地方においては、労働関係、社会保障関係の審議会等の使用者委員が同会から選ばれていることも多く、名実ともに、中小企業の立場を代弁する団体といえる。

## 種類

### 全国中小企業団体中央会
- 都道府県中小企業団体中央会の組織及び事業の指導並びに連絡
- 組合等の連絡
- 組合等に関する教育及び情報の提供
- 組合等に関する調査及び研究
- 組合等の組織、事業及び経営に関する知識についての検定
- 組合等の事業に関する展示会、見本市等の開催又はその開催のあっせん
- 組合等、都道府県中小企業団体中央会及び中小企業の健全な発達を図るために必要な事業

などの業務を行う。

### 都道府県中小企業団体中央会
- 組合、協業組合、商工組合、商工組合連合会、商店街振興組合及び商店街振興組合連合会の組織、事業及び経営の指導並びに連絡
- 組合等の監査
- 組合等に関する教育及び情報の提供
- 組合等に関する調査及び研究
- 組合等の事業に関する展示会、見本市等の開催又はその開催のあっせん

などの業務を行う。

## 中小企業家同友会との違い
中小企業家同友会（中同協）は、類似する名称の団体であるが、中同協は特に法で認められているわけでもなく、加入なども任意の、別の団体である。